# لويس كاسترو (لاعب كرة قدم برتغالي)
لويس مانويل ريبيرو دي كاسترو (بالبرتغالية: Luís Manuel Ribeiro de Castro؛ مواليد 3 سبتمبر 1961) هو مدرب كرة قدم ولاعب كرة قدم برتغالي سابق كان يلعب كظهير أيمن.

## النشأة
ولد كاسترو في قرية موندرويس، في فيلا ريال. انتقل إلى كاسال دوس كلاروس وفييرا دي لاريا في مقاطعة ليريا، بسبب مهنة والده العسكرية. في سن الحادية عشرة، كاد يموت من الفرفرية، مما منعه من لعب كرة القدم لمدة ثلاث سنوات.
لمدة عامين، كان كاسترو طالبًا في الفيزياء بجامعة كويمبرا.

## مسيرته الكروية
قضى كاسترو معظم حياته المهنية التي استمرت 17 عامًا في الدوريات الدنيا، حيث مثل أونياو ليريا وأوه إلفاس وفافي وديبورتيفو أجويدا في ليغا برو وفيتوريا دي غيماريش و إلفاس في الدوري البرتغالي الممتاز.
مع الأخير، ظهر في 28 مباراة في موسم 1987–88، لكن فريقه احتل المركز الخامس عشر وعانى من الهبوط.

## وصلات خارجية
- لويس كاسترو على موقع قاعدة بيانات كرة القدم.إي يو (الإنجليزية)
- لويس كاسترو على موقع Soccerbase.com (مدرب) (الإنجليزية)
- لويس كاسترو على موقع Soccerway.com (الإنجليزية)
- لويس كاسترو على موقع عالم كرة القدم.نت (الإنجليزية)